# Habovka
Habovka (in ungherese Habovka, in polacco Habówka) è un comune della Slovacchia facente parte del distretto di Tvrdošín, nella regione di Žilina.